# Bovista polymorpha
Bovista polymorpha är en svampart som först beskrevs av Carlo Vittadini, och fick sitt nu gällande namn av Kreisel 1964. Bovista polymorpha ingår i släktet äggsvampar och familjen Agaricaceae.   Inga underarter finns listade i Catalogue of Life.